# Jonathan Demme
Jonathan Demme (Baldwin, New York, 22. veljače 1944. – New York, 26. travnja 2017.), američki filmski redatelj, scenarist i producent, dobitnik Oscara za režiju.
Demme je počeo filmsku karijeru radeći za  Rogera Cormana. Njegov prvi uspješniji film bio je Melvin i Howard, kojeg su primijetili u Hollywoodu te ga angažirali za režiju filma Swing Shift s  Kurtom Russellom i Goldie Hawn. Kompromitirana produkcija udaljila je Demmea na neko vrijeme od dugometražnih filmova pa je snimio seriju "koncertnih filmova", kao što su Stop Making Sense i Swimming To Cambodia.
1991. je Demme osvojio Oscara za film Kad jaganjci utihnu - jedan od pet filmova koji je pobijedio u svih pet glavnih kategorija (najbolji film, redatelj, scenarij, glavni glumac i glavna glumica). Nakon toga je režirao još jednog pobjednika, film  Philadelphia, za kojeg je Tom Hanks dobio Oscara kao najbolji glavni glumac.
Jedan od njegovih čestih redateljskih motiva je dopuštanje junacima da gledaju izravno u kameru.
S producentima Edwardom Saxonom i Peterom Sarafom je osnovao produkcijsku kuću, Clinica Estetico, koja je 15 godina smještena u blizini New Yorka.
Demme ima troje djece, a diplomirao je na floridskom sveučilištu.

## Filmografija
- Caged Heat (1974.)
- Crazy Mama (1975.)
- Fighting Mad (1976.)
- Handle with Care (1977.)
- Posljednji zagrljaj (1979.)
- Melvin i Howard (1980.)
- Who Am I This Time? (1983.)
- Noćna smjena (1984.)
- Stop Making Sense (film o koncertu Talking Headsa) (1984.)
- Čudesna djevojka (1986.)
- Swimming to Cambodia (1987.)
- Haiti: snovi o demokraciji (1987.)
- Udana za mafiju (1988.)
- Kad jaganjci utihnu (1991.)
- Rođak Bobby (1991.)
- Philadelphia (1993.)
- Voljena (1998.)
- Storefront Hitchcock (1998.)
- Istina o Charlieju (2002.)
- The Agronomist (2003.)
- Mandžurijski kandidat (2004.)
- Neil Young: Heart of Gold (2006.)

## Vanjske poveznice
- Storefront Demme
- Jonathan Demme u internetskoj bazi filmova IMDb-u (engl.)
- Senses of Cinema: Great Directors Critical Database Profile by Keith Uhlich
- Slant Magazine Film Review of Neil Young: Heart of Gold by Keith Uhlich
- Start Making Sense (Interview with Jonathan Demme from LA Weekly) by Michael Dare